# Správní obvod obce s rozšířenou působností Tábor
Správní obvod obce s rozšířenou působností Tábor je od 1. ledna 2003 jedním ze dvou správních obvodů rozšířené působnosti obcí v okrese Tábor v Jihočeském kraji. Čítá 79 obcí.
Města Tábor, Bechyně, Mladá Vožice a Sezimovo Ústí jsou obcemi s pověřeným obecním úřadem.

## Seznam obcí
Poznámka: Města jsou vyznačena tučně, městyse kurzívou.
- Balkova Lhota
- Bečice
- Bechyně
- Běleč
- Borotín
- Bradáčov
- Březnice
- Černýšovice
- Dlouhá Lhota
- Dobronice u Bechyně
- Dolní Hořice
- Dolní Hrachovice
- Dražice
- Dražičky
- Drhovice
- Haškovcova Lhota
- Hlasivo
- Hodětín
- Hodonice
- Chotoviny
- Choustník
- Chrbonín
- Chýnov
- Jedlany
- Jistebnice
- Košice
- Košín
- Krátošice
- Krtov
- Libějice
- Lom
- Malšice
- Meziříčí
- Mladá Vožice
- Mlýny
- Nadějkov
- Nasavrky
- Nemyšl
- Nová Ves u Chýnova
- Nová Ves u Mladé Vožice
- Oldřichov
- Opařany
- Planá nad Lužnicí
- Pohnánec
- Pohnání
- Pojbuky
- Psárov
- Radenín
- Radětice
- Radimovice u Tábora
- Radimovice u Želče
- Radkov
- Rataje
- Ratibořské Hory
- Rodná
- Řemíčov
- Řepeč
- Sezimovo Ústí
- Skopytce
- Skrýchov u Malšic
- Slapsko
- Slapy
- Smilovy Hory
- Stádlec
- Sudoměřice u Bechyně
- Sudoměřice u Tábora
- Svrabov
- Šebířov
- Tábor
- Turovec
- Ústrašice
- Vilice
- Vlčeves
- Vodice
- Zadní Střítež
- Záhoří
- Zhoř u Mladé Vožice
- Zhoř u Tábora
- Želeč

## Obyvatelstvo
| Rok  | Obyv.  | ± %    |
| ---- | ------ | ------ |
| 1869 | 76 839 | —      |
| 1880 | 78 789 | +2,5 % |
| 1890 | 77 525 | −1,6 % |
| 1900 | 77 745 | +0,3 % |
| 1910 | 78 140 | +0,5 % |

| Rok  | Obyv.  | ± %    |
| ---- | ------ | ------ |
| 1921 | 76 558 | −2 %   |
| 1930 | 73 823 | −3,6 % |
| 1950 | 70 308 | −4,8 % |
| 1961 | 75 394 | +7,2 % |
| 1970 | 76 459 | +1,4 % |

| Rok  | Obyv.  | ± %    |
| ---- | ------ | ------ |
| 1980 | 80 830 | +5,7 % |
| 1991 | 81 897 | +1,3 % |
| 2001 | 80 753 | −1,4 % |
| 2011 | 79 336 | −1,8 % |
| 2021 | 78 640 | −0,9 % |